# Wybory parlamentarne w Dżibuti w 2018 roku
Wybory parlamentarne w Dżibuti w 2018 roku odbyły się 23 lutego. W ich wyniku wybranych zostało 65 deputowanych do Zgromadzenia Narodowego.

## Bojkot wyborów
Wybory zostały zbojkotowane przez główne partie opozycyjne, w tym niektóre partie tworzące koalicję „Unia na rzecz Zbawienia Narodowego” (USN), które zdobyły 10 mandatów w poprzednich wyborach w 2013 roku.

## Wyniki wyborów
Wybory parlamentarne do Zgromadzenia Narodowego wygrała „Unia na rzecz Większości Prezydenckiej” na którą oddano 87,83% ważnych głosów co przełożyło się na 57 mandatów. Frekwencja wyborcza wyniosła 67,10%.
| Partia                              | Partia                                                                                      | Głosy   | Głosy | Mandaty | Mandaty |  |
| Partia                              | Partia                                                                                      | Razem   | %     | Razem   | +/–     |  |
| ----------------------------------- | ------------------------------------------------------------------------------------------- | ------- | ----- | ------- | ------- |  |
|                                     | Unia na rzecz Większości Prezydenckiej (UMP)                                                | 105 278 | 87,83 | 57/65   | 2       |  |
|                                     | Unia Dżibuti na rzecz Demokracji i Sprawiedliwości (UDJ) - Dżibutańska Partia Rozwoju (PDD) | 13 088  | 10,92 | 7/65    | 7       |  |
|                                     | Zjednoczone Centrum Demokratyczne (CDU)                                                     | 811     | 0,68  | 1/65    | 1       |  |
|                                     | Republikański Sojusz na rzecz Rozwoju (ARD)                                                 | 684     | 0,57  | 0/65    |         |  |
| Razem                               | Razem                                                                                       | 110 559 | 100   | 65      | 0       |  |
|                                     |                                                                                             |         |       |         |         |  |
| Ważne głosy                         | Ważne głosy                                                                                 | 119 861 | 92,0  |         |         |  |
| Nieważne / puste głosy              | Nieważne / puste głosy                                                                      | 10 427  | 8,0   |         |         |  |
| Liczba głosów oddanych ogółem       | Liczba głosów oddanych ogółem                                                               | 130 288 | 100   |         |         |  |
| Zarejestrowani wyborcy / frekwencja | Zarejestrowani wyborcy / frekwencja                                                         | 194 169 | 67,10 |         |         |  |